# Pirəbülqasım
Pirəbülqasım är en ort i Azerbajdzjan.   Den ligger i distriktet İsmayıllı Rayonu, i den centrala delen av landet, 130 km väster om huvudstaden Baku. Pirəbülqasım ligger 798 meter över havet och antalet invånare är 157.
Terrängen runt Pirəbülqasım är kuperad. Närmaste större samhälle är Aghsu, 14,5 km söder om Pirəbülqasım.
Trakten runt Pirəbülqasım består till största delen av jordbruksmark. Runt Pirəbülqasım är det ganska tätbefolkat, med 56 invånare per kvadratkilometer.